# Bödeháza
Bödeháza là một thị trấn thuộc hạt Zala, Hungary. Thị trấn này có diện tích 6,67 km², dân số năm 2010 là 62 người, mật độ 9 người/km².